# Niżniejansk
Niżniejansk (ros. Нижнеянск, jakuc. Нижнеянскай) – osiedle typu miejskiego w Rosji, w Jakucji. W 2021 roku liczyło 212 mieszkańców.

## Geografia
Niżniejansk jest położony nad rzeką Jana, nad północnym kołem podbiegunowym.